# Khalid Boulahrouz
Khalid Boulahrouz - em árabe, خالد بولحروز (Maassluis, 28 de dezembro de 1981) é um ex-futebolista neerlandês de origem marroquina.

## Carreira
Estava recentemente no Brøndby, depois de ter atuado por uma temporada apenas no Sporting. Foi jogador do Chelsea, mas foi emprestado para o Sevilla por falta de espaço na equipe inglesa. Depois seguiu-se para o VfB Stuttgart, permanecendo por quatro temporadas.
Deu uma entrada com a trava da chuteira na coxa do atacante Cristiano Ronaldo, da Seleção Portuguesa de Futebol, durante partida entre as duas seleções na Copa do Mundo de 2006 na Alemanha, partida em que ele foi expulso e Portugal venceu por 1 a 0, eliminando os Países Baixos do torneio. [carece de fontes?]. Nessa partida, Cristiano Ronaldo acusou Khalid Boulahrouz de lesioná-lo deliberadamente, com o intuito de o tirá-lo da partida, num acto de jogo sujo. Ainda hoje esse lance gera polémica, foi uma entrada muito dura e Ronaldo acredita que foi intencionalmente para o lesionar.
Jogou nas categorias de base do Ajax, mas foi no RKC Waalwijk que Khalid Boulahrouz granjeou a fama de zagueiro-central durão. Foi convocado para a seleção e logo depois se transferiu para o Hamburgo SV da Alemanha. Durante as eliminatórias para a Copa do Mundo da FIFA 2006, Boulahrouz integrou a defesa holandesa que sofreu apenas três gols em doze partidas.
Boulahrouz tem uma história ainda curta no futebol, porém curiosa. Natural de Maassluis, no oeste holandês, ele começou sua carreira só aos 18 anos. Ele estreou no RKC Waalwijk, em 2002, quando já tinha 21 anos de idade. Mas a partir daí sua carreira deslanchou num período de tempo curto. 
Passou três anos no RKC e foi vendido ao Hamburgo SV em agosto de 2004. Apenas um mês após ser adquirido pelo clube alemão, Boulahrouz fez sua estreia na seleção holandesa, em um jogo contra Liechtenstein.
Boulahrouz era conhecido na torcida do Hamburgo SV como Khalid der Kaunibale (Khalid, o Canibal), tal sua voracidade na hora de recuperar uma bola ou desarmar um atacante do time contrário. Mas, se essa característica pode ser boa por um lado, também traz desvantagens para o jovem defensor. Quando a animação da torcida e o calor do jogo te influenciam, você tem que saber a hora de colocar agressividade e força num lance e o momento de entrar com calma, ou apenas cercar o adversário. Talvez essa afobação ainda atrapalhe um pouco o jogador de ascendência marroquina, que muitas vezes toma cartões bobos e faz faltas desnecessárias.
Boulahrouz é um zagueiro relativamente baixo (1,83m), mas que compensa a falta de estatura com grande impulsão e noção de espaço muito boa. É bom nos desarmes e tem certa técnica para sair jogando. 
Fã de Ronaldinho Gaúcho e Jaap Stam, o jovem zagueiro busca se firmar também na seleção holandesa.
Em 18 de agosto de 2006, Chelsea concordou com um valor com a Hamburgo SV para ter Boulahrouz. O valor girou em torno de 8,5 milhões de libras esterlinas (cerca de doze milhões de euros). Após o jogo da abertura de Chelsea da estação 2006-07, o técnico José Mourinho confirmou que o clube tinha assinado Boulahrouz e o clube está esperando somente seu afastamento internacional a ser finalizado, antes de falar dos papéis potenciais Boulahrouz terá no lado. Mourinho indicou “em um pequeno grupo e em um país onde você possa ter somente 16 jogadores para uma partida, é importante ter jogadores que possam jogar em varias posições. Assim, por exemplo, agora eu posso ter Boulahrouz, Ricardo Carvalho e John Terry - três opções para o centro; Eu posso ter Paulo Ferreira e Boulahrouz - duas opções para o lado direito; Eu posso ter Boulahrouz e Wayne Bridge - duas opções para o lado esquerdo”.Boulahrouz é agora o defensor mais versátil de Chelsea. 
Em 21 de Agosto de 2006 o Chelsea assinou com Boulahrouz. Seis dias depois, fez sua estreia na Premiership em encontro com o Blackburn. Escolheu a camisa de número 9, que era antes de Hernán Crespo - este é um número inconvencional para um defensor, tradicionalmente é associado com os atacantes, mais o número foi lhe dado por ser um dos livres e quando assinou teve a preferência por este número.
Em Agosto de 2007 foi negociado com o Sevilla sendo emprestado para a temporada 07/08, até Junho de 2008. Disputou a Eurocopa 2008 de forma curiosa: não esteve na primeira lista de pré-convocados de Marco van Basten, sendo adicionado posteriormente. Acabou excluído da lista final, mas dias depois foi chamado novamente, para ocupar o lugar do lesionado Ryan Babel.
Em 21 de julho de 2008, mudou-se para o VfB Stuttgart para uma taxa de cerca de € 5 milhões. Ele lutou em suas três primeiras temporadas. No início da temporada 2011-12 Bundesliga, no entanto, Khalid tornou-se um jogador regular na equipe titular. Com 29 anos, o defensor teve seu 100° cap no topo da liga alemã em 17 setembro de 2011 contra o SC Freiburg. Duas semanas depois, Boulahrouz marcou seu primeiro gol (apenas o seu segundo na Bundesliga) para Stuttgart em 30 de setembro de 2011. Seu gol veio no minuto 69 de uma vitória por 2-0 sobre o 1. FC Kaiserslautern. Em maio de 2012 VfB Stuttgart anunciou que o seu contrato não seria prorrogado.
Em 7 de outubro de 2013, Boulahrouz assinou um contrato com o Brøndby que é devido até o verão de 2014. A transferência foi confirmada após muitas semanas de negociação. Ele fez 13 jogos com a equipe na temporada passada.
Em 14 julho de 2014, foi anunciado oficialmente que Boulahrouz tinha assinado um contrato de um ano com o Feyenoord livre de transferência. Ele estava na lista do clube por muitos anos, mas devido a problemas financeiros no passado, Boulahrouz estava relutante em dar esse passo. Com as susceptíveis transferências dos defensores Stefan de Vrij e Daryl Janmaat depois de um desempenho muito bem sucedido na Copa do Mundo de 2014, e depois da confirmação de Bruno Martins Indi da sua saída para o Porto, Boulahrouz é atraído por causa de suas habilidades de defesa e como mentor de jovens jogadores.